# خودربولگا دورجخاندین
خودربولگا دورجخاندین (به مغولی: Доржхандын Хүдэрбулга) (زاده ۷ مهٔ ۱۹۹۲)، کشتی‌گیر اهل کشور مغولستان است.